# Кингс Колидж (Кеймбридж)
Вижте пояснителната страница за други значения на Кингс Колидж.
Кингс Колидж, наричан също Кралски колеж (на английски: King's College) е един от колежите на Кеймбриджкия университет в Кеймбридж, Англия.
Основан е през 1441 г. от крал Хенри VI и макар пълното му име да е Кралският колеж на Св. Богородица и св. Николай в Кеймбридж (на английски: The King's College of Our Lady and St. Nicholas in Cambridge), всички го наричат кратко Кингс.